# LIAZ

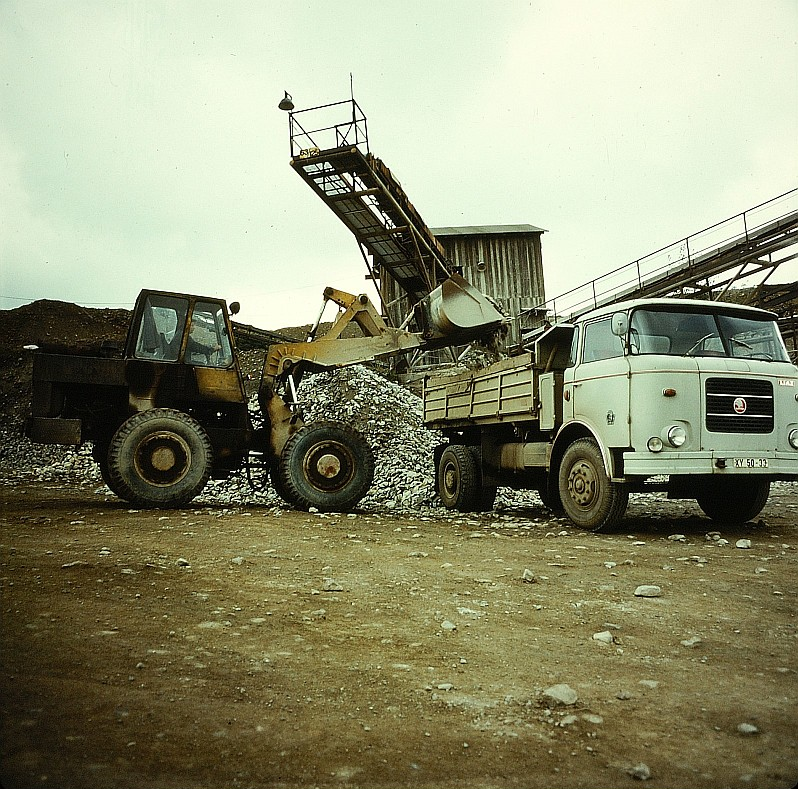
Von LIAZ hergestellter Škoda 706 MTS als Kipper in der DDR

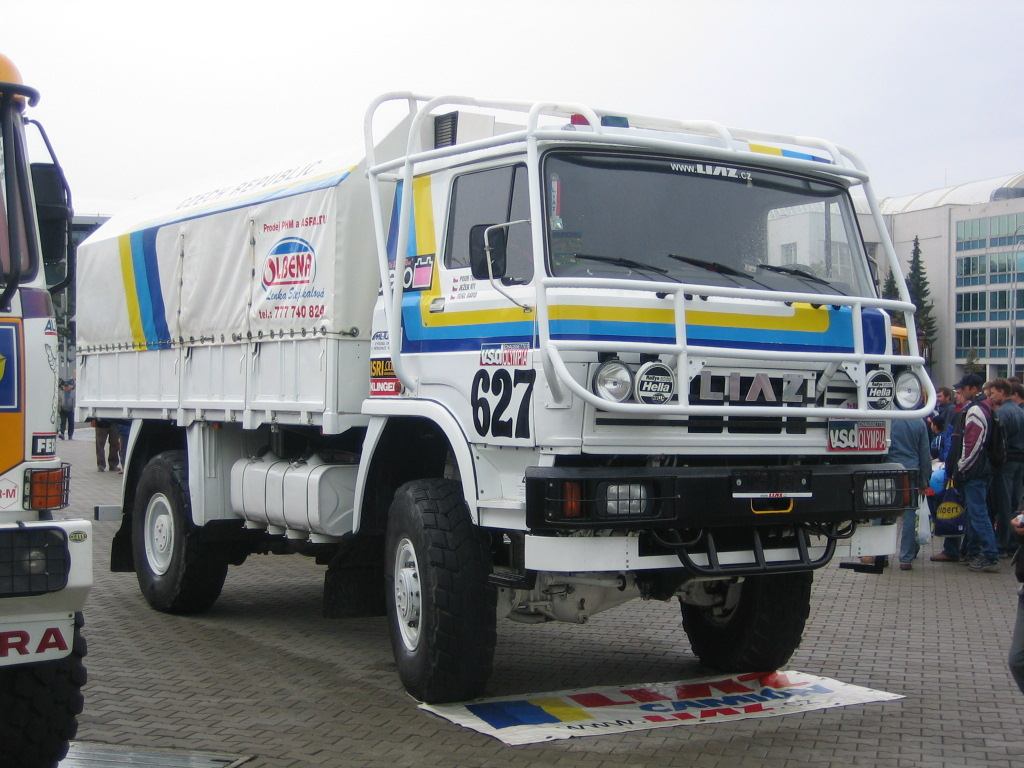
LIAZ der 1985er Edition der Rallye Dakar

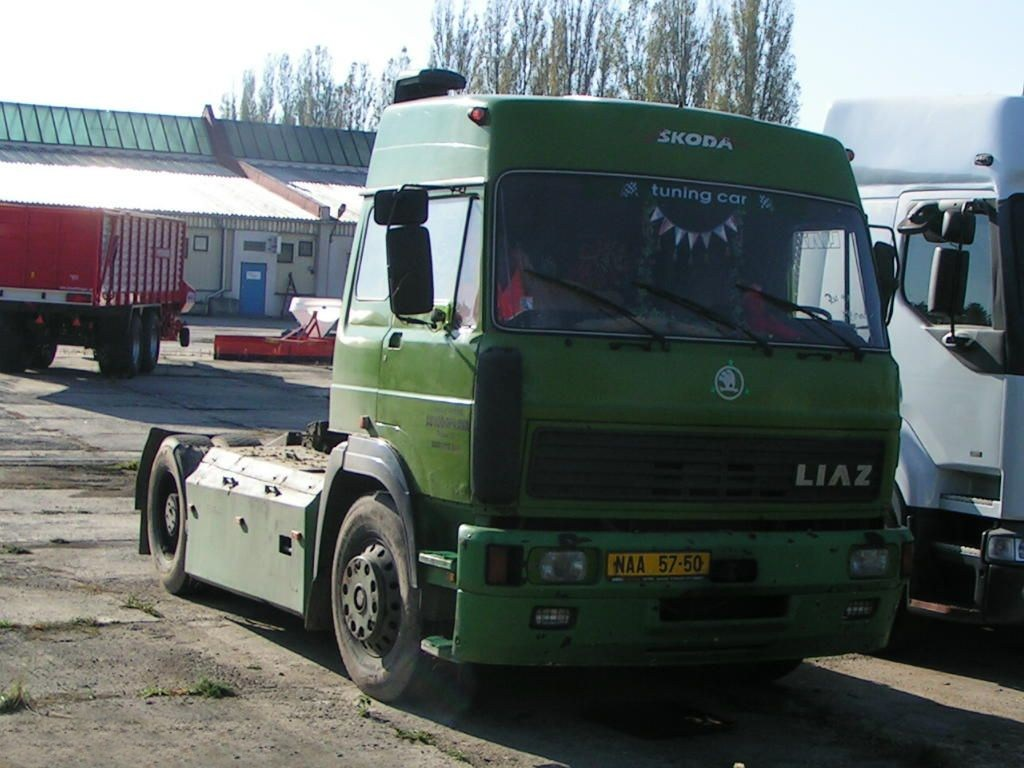
Sattelzugmaschine LIAZ 1012

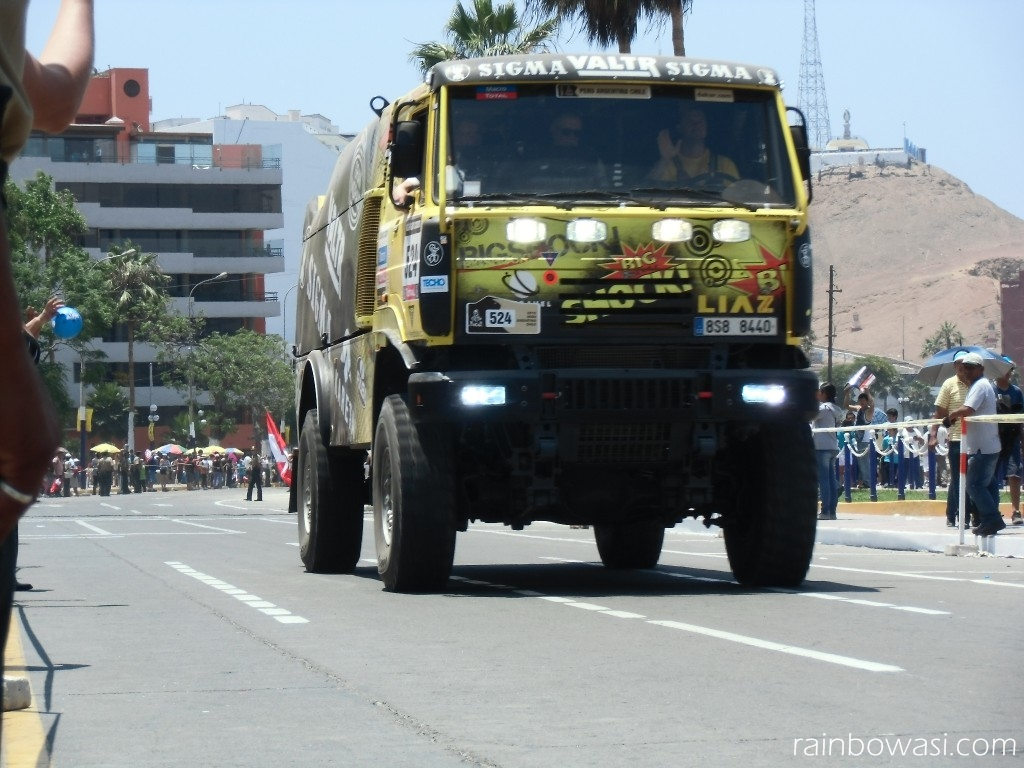
Jaroslav Valtr auf dem letzten hergestellten LIAZ bei der Rallye Dakar 2013

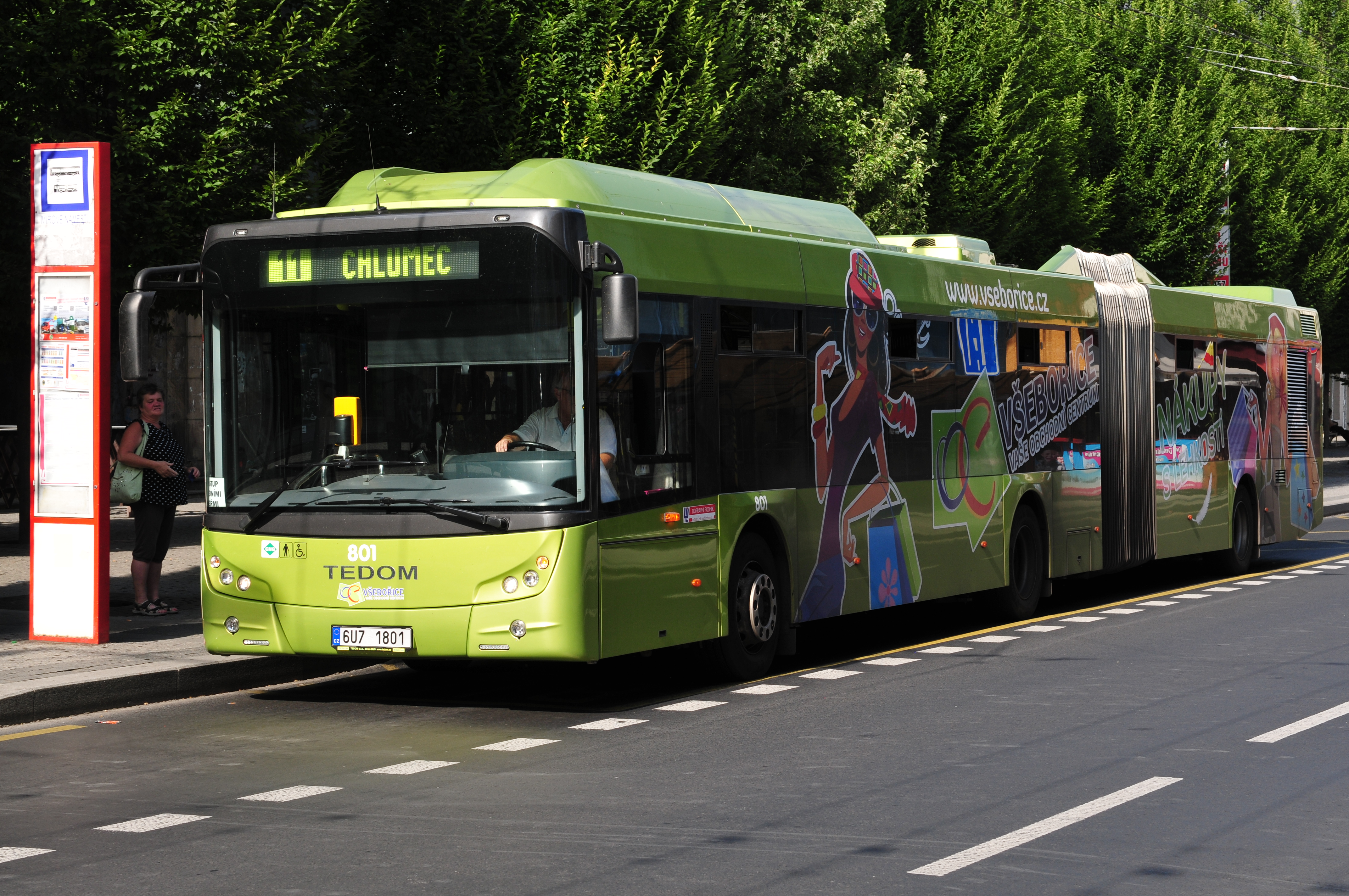
Ein moderner Bus von Tedom 2013 in Ústí nad Labem

LIAZ (Liberecké automobilové závody, deutsch  Liberecer Automobilwerke) war ein tschechischer Automobilhersteller mit Sitz in Jablonec nad Nisou-Rýnovice. Seit der Gründung 1951 war es die Nutzfahrzeug-Sparte von Škoda. Die Nutzung der Marke LIAZ auf Fahrzeugen und Motoren erfolgte erst ab 1974. 2017 erfolgte unter der Czechoslovak Group eine Neugründung.

## Geschichte
Die 1894 gegründete Firma Laurin & Klement in Jungbunzlau (Mladá Boleslav), die 1901 das erste Nutzfahrzeug Nordböhmens auf den Markt brachte und damit die Motorisierung der österreich-ungarischen Post in die Wege leitete, übernahm 1913 die Reichenberger Automobilfabrik (RAF), die 1,5- bis 6-Tonner mit Vierzylindermotoren und Kettenfahrzeuge anbot.
Die Produktion wurde erweitert, und die Firma hatte neben Motorpflügen und Straßenwalzen nun auch Armeefahrzeuge und Omnibusse im Programm. In den ersten Jahren der Tschechoslowakei wurden diverse neue Modelle vorgestellt.
1925 fusionierte Laurin & Klement mit den Škoda-Werken in Plzeň. Škoda hatte während des Ersten Weltkriegs mit dem Bau von Militärfahrzeugen begonnen, ab 1919 wurden wieder zivile Fahrzeuge hergestellt.
Nach der Fusion wurden in Plzeň Lastwagen und Busse, in Mladá Boleslav hauptsächlich Personenkraftwagen hergestellt. Die Fahrzeuge waren von Laurin & Klement entwickelt worden, der neue Markenname war jedoch Škoda.
Nach dem Ende des Zweiten Weltkriegs wurde 1945 die Lkw-Produktion im durch Bomben zu großen Teilen zerstörten Werk in Plzeň eingestellt. Die Firma wurde verstaatlicht.
1947 begann Avia in Prag mit der Fertigung von Škoda-Lkw und -Bussen. 1951 nahm Avia die Flugzeugproduktion wieder auf, die Herstellung von Nutzfahrzeugen wurde der Liberecké automobilové závody (LIAZ) in Liberec mit Fabriken in Rýnovice Jablonec nad Nisou und Mnichovo Hradiště übertragen.
LIAZ wurde zum 1. Januar 1951 offiziell in Jablonec nad Nisou als selbständiges Unternehmen gegründet. Die Fahrzeugtypen sowie der Markenname „Škoda“ wurden beibehalten, den Namen „LIAZ“ erhielten die Lkw erst ab 1974.
1957 wurde der Škoda 706 RT vorgestellt, die Produktion der alten Modelle wurde bald darauf beendet. Von diesem Modell wurde auch ein neuer Bustyp abgeleitet, der Škoda 706 RTO. Die Entwicklung der Busse wurde nach einigen Jahren vollständig auf Karosa übertragen. Es wurden jedoch weiterhin zahlreiche Komponenten von LIAZ verwendet, bis 1967 in den Karosa-Werken die Herstellung von eigenen Bussen mit selbsttragenden Aufbauten begann.
1974 wurde mit dem LIAZ 100 eine neue Modellreihe herausgebracht.

### Krise
1992 wurde LIAZ vom Staatsunternehmen in eine Aktiengesellschaft umgewandelt. 1995 erwarb Škoda mit 52,4 % die Aktienmehrheit und änderte den Namen in Škoda LIAZ a.s. In der Folgezeit hatte LIAZ mit verschiedenen Problemen zu kämpfen. So war das Unternehmen nicht rentabel, da das Management nicht in der Lage war, das Unternehmen nach privatwirtschaftlichen Aspekten umzustrukturieren. Zu viele Mitarbeiter, veraltete Produktionsmittel und keine Neuerungen bei den Produkten waren nur einige der Gründe für den Niedergang. Außerdem drängten die westeuropäischen Nutzfahrzeughersteller in den Markt. So verlor LIAZ immer mehr Marktanteile. Deshalb wurde die Firma ab 1997 umstrukturiert – das Unternehmen Truck International a.s. wurde gegründet, das neu gegründete Jablonecer Motorenwerk Škoda Motory a.s. wurde eine ihrer Tochterfirmen. Doch bereits 1998 musste LIAZ Insolvenz anmelden, diese wurde jedoch nach zwei Wochen aufgehoben. Daraufhin wurde aber das Grundkapital herabgesetzt, und die Suche nach einem ausländischen Kooperationspartner begann. Der wichtigste Interessent war dabei DaimlerChrysler (heute Mercedes-Benz Group).
Am 12. Juli 2000 wurde jedoch die Slowakische Sipox Holding der neue Mehrheitseigentümer, das Unternehmen wurde daraufhin in LIAZ Sipox SpA a.s. umbenannt. Es ist nicht klar, warum dies geschah, da die Holding nicht die finanziellen Mittel hatte, um die Produktion dauerhaft aufrechtzuerhalten. So blieben den Mitarbeitern die Löhne sowie den Erzeugern die Energiekosten geschuldet.
Am 28. Februar 2002 wurde Škoda Motory in Jamot a.s. umbenannt. Bereits am 17. Juni 2002 musste Jamot Insolvenz anmelden. Am 1. September 2003 wurde der letzte LIAZ-LKW hergestellt. Es war ein Unterstützungsfahrzeug für das Martin Macik Rallye Dakar-Team, welches im Werk Mnichovo Hradiště gefertigt wurde. Es war das 111.154 Fahrzeug und wurde später vom Rennfahrer Jaroslav Valtr erworben und weiterhin beispielsweise bei der Rallye Dakar 2013 eingesetzt. Danach wurden die LIAZ-Werkstore endgültig geschlossen.

### Neustart unter Tedom
Im Mai 2003 erwarb die Firma Tedom s.r.o. den Jamot-Komplex inklusive des kompletten Know-hows zur Motorenproduktion. Unter dem Markennamen Tedom produzierte die Firma Busse für den öffentlichen Personennahverkehr. 2006 wurde die Tedom Truck s.r.o. abgespalten, um die traditionsreiche Marke LIAZ wieder auf den Markt zu bringen. Sie stellte eine Weiterentwicklung der letzten LIAZ-Modelle unter dem neuen Markennamen Fox vor. In diesem Zusammenhang wurden auch autogasbetriebene Motoren entwickelt. Tedom Trucks entwickelte sich in den Folgejahren allerdings nicht wie erwartet. Auf der Jahreshauptversammlung am 30. Oktober 2009 beschlossen die Gesellschafter Tedom Truck zum 1. Januar 2010 zu liquidieren, die Motorensparte wurde in die Tedom s.r.o. umgewandelt. Derzeit entstehen in diesem Firmenbereich hauptsächlich Stationärmotoren für die Anwendungen in Blockheizkraftwerken, Generatoren oder Pumpen sowie für die Modernisierung von Triebwagen, die auf der der Baureihe 810 basieren. Tedom-Motoren können nach Herstellerangaben auch als Ersatz für LIAZ-Motoren herangezogen werden.

### Neugründung unter Czechoslovak Group
Ende 2017 wurde eine Firma LIAZ Trucks unter der Czechoslovak Group, der auch 65 % der Anteile an Tatra sowie Avia gehören, neugegründet. Man plant, künftig wieder LKW unter dem Namen LIAZ anzubieten.